# Dhuusamarreeb
Dhuusamarreeb este un oraș din Somalia.